# Jarmark (program telewizyjny)
Jarmark – rozrywkowy program telewizyjny tworzony w latach osiemdziesiątych w Telewizji Polskiej przez Wojciecha Pijanowskiego, Krzysztofa Szewczyka i Włodzimierza Zientarskiego.
W programie prowadzonym na żywo prezentowano nowości z dziedziny sportu, motoryzacji, muzyki i rozrywki. Stałymi pozycjami audycji były m.in. materiały zza „żelaznej kurtyny”, teledyski, nowości techniczne i motoryzacyjne, konkursy dla telewidzów (np. zagadki kryminalne „Inspektora Oko”). Początkowo program był emitowany nieregularnie raz w miesiącu w poniedziałki, jako alternatywa dla nadawanego w tym samym czasie w „Jedynce” Teatru Telewizji. Wraz ze wzrostem popularności emisję przeniesiono na piątek. W czasie kilkuletniej emisji programu zrealizowano kilka imprez plenerowych w cyklu „Niedziela z jarmarkiem”, gdzie zapraszano polskich i zagranicznych wykonawców muzycznych. Imprezy przyciągały tłumy publiczności, a jedna z największych odbyła się w dniu 21 września 1985 roku pod hasłem „Pożegnanie lata z jarmarkiem”, na stadionie X-lecia w Warszawie. W widowisku tym wzięły udział między innymi takie zespoły jak Universe, Papa Dance, Lady Pank, Baden-Baden, Test Dept oraz szwedzkie Treat i 220 Volt, natomiast gwiazdą wieczoru była brytyjska grupa OMD.
Oficjalne nagrania odcinków programu nie zachowały się, gdyż zapisywano je wyłącznie na „taśmę-szpiega” dla cenzury i na wypadek ewentualnych skarg ze strony władz (później taśmy kasowano). 28 marca 2022 w serwisie YouTube pojawił się 8-minutowy fragment Jarmarku z dnia 22 listopada 1985, co jest jedynym zachowanym materiałem z tego programu..
Pomimo dużej popularności wśród telewidzów (w roku 1985 twórcy: W. Pijanowski, K. Szewczyk, W. Zientarski zostali laureatami pierwszej edycji Wiktorów), pod koniec 1986 roku program zdjęto z anteny.

## Piosenki
Prowadzący nagrali w formie wideoklipów dwie piosenki „Świnki trzy” (oryginalny tytuł: „Who’s Afraid of the Big Bad Wolf?” /Frank Churchill, Ted Sears/ – pastisz autorstwa prowadzących program) oraz „Mona Liza”. Pierwsza z nich została oficjalnie wydana na CD Wideoteka dorosłego człowieka – Cz. 1 – Nasze piosenki.